# Вучетич Євген Вікторович
Вуче́тич Євге́н Ві́кторович  (15 [28] грудня 1908, Катеринослав, Російська імперія — 12 квітня 1974, Москва, РРФСР, СРСР) — радянський скульптор-монументаліст українського походження. Народний художник СРСР (1959). Дійсний член (1953) і віце-президент (1970) АМ СРСР. Герой Соціалістичної Праці (1967). Лауреат п'яти Сталінських (1946, 1947, 1948, 1949, 1950) і Ленінської премії (1970). Учасник німецько-радянської війни, вийшов у відставку в званні підполковника. Член ВКП(б) з 1943 року.

## Біографія
Народився 1908 року в місті Катеринославі (нині — Дніпро) на півдні Російської імперії. За якийсь час сім'я перебралася у Ростов-на-Дону.
З раннього дитинства у Вучетича проявилося художнє обдарування, в 1926 він починає навчання у Ростовській художній школі, де провчився до 1930.
У 1931–1933 навчався в Ленінграді в Інституті пролетарських образотворчих мистецтв (з 1932 року — ЛІЖСА ім. І. Ю. Рєпіна, пізніше — в складі Всеросійської академії мистецтв у Ленінграді). Проходив підвищення кваліфікації скульпторів під керівництвом Б. І. Яковлєва.
З 1937 брав участь у художніх виставках, отримав Золоту медаль Всесвітньої художньо-промислової виставки в Парижі за скульптурну групу «Климент Ворошилов верхи» (1936).
За порадою архітектора В. А. Щуко, з яким скульптор спільно працював у Ростові-на-Дону (проект Драматичного театру імені М. Горького, 1930—1936), Вучетич у 1935 році переїжджає до Москви, де бере участь у будівництві готелю «Москва» і Державної бібліотеки імені В. І. Леніна. 1940 року призначений керівником художньо-експериментальних майстерень Управління будівництва Палацу Рад у Москві.
З перших днів німецько-радянської війни Вучетич іде добровольцем на фронт. У 1943 році був контужений і комісований.
Від 1943 до 1960 року працює військовим художником Московської студії військових художників ім. М. Б. Грекова. У стінах студії Вучетич остаточно сформувався як скульптор. У своїй творчості Євген Вікторович з великою силою реалістичного узагальнення відтворює найважливіші події історії держави. Створені ним образи нерідко набувають значення героїчного символу. Працюючи у співавторстві з архітекторами, став одним з творців стилю «сталінського класицизму». Увібрав також елементи пластики модерну, з її тяжінням до грандіозних ансамблів. Розробив важливі для програми соцреалізму типи багатофігурного горельєфа — картини (Клянемося тобі, товаришу Ленін… (Клятва І. В. Сталіна), 1949, Третьяковська галерея, Москва) і тріумфального портретного бюста.
Вучетич створив цілу галерею скульптурних портретів В. Леніна і Й. Сталіна, політичних діячів, радянських воєначальників, героїв праці. Також чимало робіт присвячено тематиці Другої Світової війни.
Помер 12 квітня 1974 у Москві.

## Майстерня
Поруч зі своїм будинком у дачному селищі на півночі Москви Євген Вікторович організовує власну художню майстерню. На її території й зараз можна побачити збережені макети найвідоміших робіт художника і різні скульптурні начерки: голова монумента «Батьківщина-мати» для пам'ятного ансамблю «Героям Сталінградської битви», незакінчений проект гігантського пам'ятника В. І. Леніну («Голова Леніна») та інші твори. Нині залізобетонні конструкції робіт Вучетича знаходяться в аварійному стані, а доля будинку скульптора невідома. За офіційними даними в будинку знаходиться музей «Садиба Вучетича» з постійно діючою експозицією і тимчасовими виставками, але насправді роботу цього об'єкта культури ставиться під сумнів через відсутність відкритого доступу на територію музею.

## Творчість

#### «Перекуємо мечі на орала», Нью-Йорк, Усть-Каменогорськ і Москва

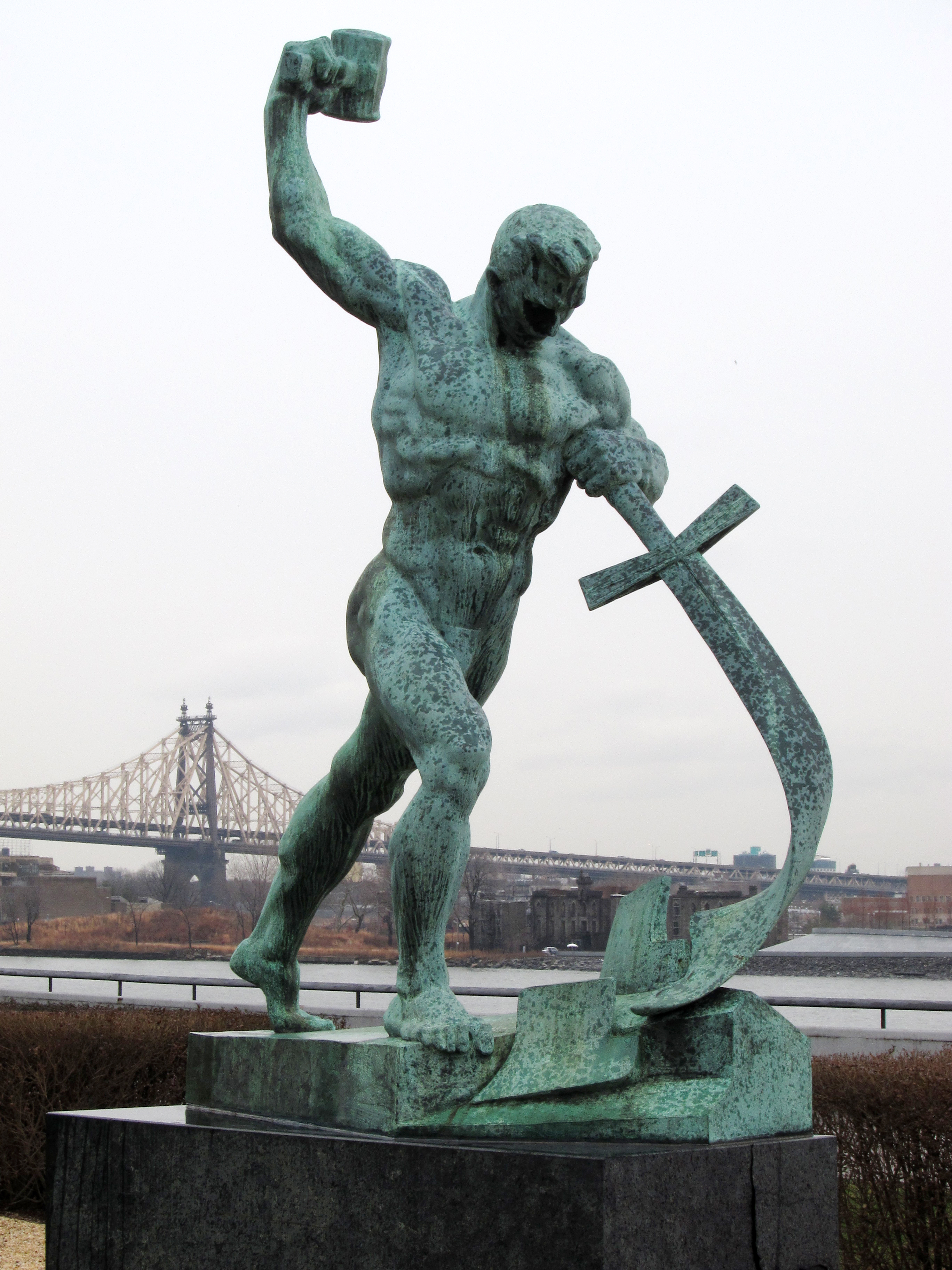

1957 року Вучетич створив алегоричну статую «Перекуємо мечі на орала», що її було встановлено біля будівлі ООН у Нью-Йорку (США).
Копія статуї зараз знаходиться у парку філіалу Третяковської галереї у Москві. Інша авторська копія встановлена 1962 року в Усть-Каменогорську (Східний Казахстан), на вулиці Протазанова, перед Центральним палацом культуры. Ще одна авторська копія статуї знаходиться у Волгограді, біля прохідної заводу «Газоаппарат».

### Історичний і символічний жанр

#### «Воїн-визволитель» в Трептов-парку, Берлін
- У 1946 році Вучетича призначають керівником великого мистецького проекту зі створення величного ансамблю-пам'ятника воїнам Радянської Армії в берлінському Трептов-парку, який знаходився в радянській зоні окупації (1946—1949, спільно з архітектором Я. Б. Білопільським). Цей монументальний твір за задумом авторів мав уособлювати високе благородство визвольної місії радянського народу в роки Другої світової війни. Ключовою фігурою композиції є бронзова скульптура «Воїн-визволитель» (встановлена 8 травня 1949 року) роботи Вучетича.
- Алея саркофагів.
- «Мати-Батьківщина». Саме цей пам'ятник зробив його ім'я широко відомим не тільки в СРСР, а й за кордоном.

У 1964 році макет пам'ятника «Воїн-визволитель» був доставлений в Серпухов. 2009 року після реставрації скульптура зайняла нове місце на території меморіального комплексу Соборна гора у Серпухові.
У рідному для Євгена Вучетича Дніпропетровську (нині м. Дніпро) в 1970-х відкрито виготовлений ним пам"ятник Герою Радянського Союзу Олександру Матросову на Соборній площі (архітектор Є. М. Стамо).

#### Меморіальний комплекс «Національний музей історії України у Другій Світовій війні», Київ
9 травня 1981 року на основі творчого задуму Вучетича Євгена Вікторовича на кручах Києва поблизу Києво-Печерської лаври відкритий новостворений Меморіальний комплекс із домінуючим монументом «Батьківщина-мати».